# Muzeum Północno-Mazowieckie w Łomży
Muzeum Północno-Mazowieckie w Łomży - muzeum regionalne powstałe 14 marca 1948 z inicjatywy polskiego etnografa Adama Chętnika. Muzeum gromadzi eksponaty związane z kulturą i sztuką kurpiowską od prehistorii po czasy współczesne.

## Historia
Pierwsze starania Adama Chętnika w celu utworzenia placówki miały miejsce w 1946 roku, kiedy to powstał pod jego kierownictwem Instytut Północno-Mazowiecki. W instytucie funkcjonowały trzy główne działy: zniszczeń wojennych ziemi łomżyńskiej po II wojnie światowej, geologiczno-paleontologiczny oraz dział etnografii i kultury ludowej, organizowany w Nowogrodzie w muzeum typu skansenowskiego.
Muzeum rozpoczęło swoją działalność dwa lata później w swojej pierwszej siedzibie, przy alei Legionów 18 (obecnie 26), o łącznej powierzchni użytkowej 108 m². 15 marca 1948 o godzinie 15.00 odbyło się uroczyste otwarcie muzeum, które już od 20 listopada wystawiło swoją pierwszą stałą ekspozycję „Kultura i przyroda Północno-Wschodniego Mazowsza”. Do 1957 roku muzeum zaprezentowało 12 czasowych wystaw.
W 1958 roku muzeum przeniosło się na 3. piętro budynku powiatowego, a następnie Wojewódzkiego Domu Kultury, przy ulicy Sadowej 5. Od tej pory muzeum dysponowało łączną powierzchnią użytkowej 278 m², która pozwalała na udostępnienie zwiedzającym aż trzech stałych ekspozycji: „Rękodzieło i sztuka ludowa”, „Jantar – bursztyn w Dorzeczu Narwi Środkowej” oraz „Fauna i flora miejscowa”. Do 1980 roku muzeum zaprezentowało 122 czasowe wystawy.
Od 1981 roku muzeum prowadziło swoją działalność w nowej siedzibie, przy ulicy Krzywe Koło 1, będącej dawną XIX-wieczną plebanią parafii ewangelicko-augsburskiej, zwanej „Domem Pastora”. Odtąd muzeum dysponowało łączną powierzchnią użytkową 544 m², jednak zwiedzającym udostępniono tylko jedną stałą ekspozycję „Bursztyn dorzecza Narwi Środkowej” ze względu na niedogodne warunki lokalowe. Pomimo wspomnianych uciążliwości, muzeum zdołało zaprezentować do roku 2005 aż 197 czasowych wystaw.
W 2006 roku muzeum przeniosło się do obecnej siedziby, przy ulicy Dwornej 22 (na rogu ulic Dwornej i Giełczyńskiej), o łącznej powierzchni użytkowej 1550 m². Od tego czasu budynek muzeum przechodził kapitalny remont i nie była prowadzona działalność kulturowa, poza wystawieniem skromnej ekspozycji tymczasowej i sprzedażą publikacji muzealnych.
W lipcu 2009 roku rozpoczęła się modernizacja zabytkowego budynku muzeum, która jest współfinansowana przez Unię Europejską w ramach Regionalnego Programu Operacyjnego Województwa Podlaskiego na lata 2007–2013. Całkowity koszt modernizacji wyniesie 5,2 mln zł. Po zakończeniu modernizacji budynek będzie miał 4 kondygnacje nadziemne, a muzeum uzyska nową powierzchnię wystawienniczą, tj. sale wystaw czasowych – 216 m² (dotychczas 90 m²), sale wystaw stałych – 245 m² (dotychczas 40 m²). Po remoncie budynek muzeum będzie przystosowany do potrzeb osób niepełnosprawnych i zostanie wznowiona działalność wystawienniczą.
Przez ponad 30 lat funkcję dyrektora sprawował dr Jerzy Jastrzębski.  Od 1 grudnia 2021 r. dyrektorem placówki jest Paulina Bronowicz-Chojak. 

## Imprezy cykliczne
Muzeum Północno-Mazowieckie w Łomży jest ponadto organizatorem kilku imprez cyklicznych o znaczeniu ponadregionalnym. Są to:
- „Skansenowskie spotkania” – plenerowa impreza folklorystyczna prezentująca kulturę kurpiowszczyzny (pierwsza połowa czerwca w Skansenie Kurpiowskim),
- „Powroty do przeszłości” – doroczny festyn archeologiczno-historyczny organizowany na dziedzińcu muzeum (czerwiec),
- „Niedziela na św. Rocha” – plenerowa impreza folklorystyczna prezentująca kulturę kurpiowszczyzny na tle innych regionów folklorystycznych Polski (połowa sierpnia w Skansenie Kurpiowskim),
- „Bursztynowy kierec[6]” – doroczna nagroda przyznawana od 1996 roku sponsorom i darczyńcom muzeum.